# Natura 2000-område nr. 171 Klinteskoven og Klinteskov Kalkgrund
Natura 2000-område nr. 171 Klinteskoven og Klinteskov Kalkgrund  er et Natura 2000-område der består af habitatområderne H150 og H207 samt et fuglebeskyttelsesområde F90 har et areal på 3.009 hektar, hvoraf 1.000 ha er landareal. To tredjedele af landarealet, i alt 700 ha er skov. Heraf er 674 ha fredskov, og 467 ha ejes af Naturstyrelsen.
Området er domineret af de stejle kridtklinter på østkysten af Møn (Møns Klint), men også af skov og lysåbne områder, der er etableret på skrivekridt og på opfoldede aflejringer af moræneler, smeltevandssand og –grus. Den marine del af habitatområdet er præget af den fremtrædende kalkgrund, der kan henføres til naturtypen rev, hvorpå der findes en rig rødalgevegetation.
Natura 2000-området ligger i Vandområdedistrikt II Sjælland i vandplanomåde 2.6 Østersøen. i Vordingborg Kommune.

## Områdebeskrivelse
Store Klinteskov er den vigtigste lokalitet i Danmark for skovnaturtypen bøg på kalk. Skovbunden er her præget af den særlige kalkflora bl.a. med forskellige
orkidéarter. Jordbunden veksler meget i skoven, og en stor del er også naturtypen bøg på muld. Spredt i lavninger i det bakkede terræn findes Elle- og askesumpe. Udenfor skovområderne findes lysåbne naturtyper som overdrev, der er koncentreret på selve klinten, Jydelejet, Høvblege og områder syd for Klinteskoven. Der er tre større søer i området som hører til typerne kransnålalge-sø og næringsrig sø. I skoven lever mange sjældne insekt- og fuglearter, f.eks. den rødlistede dagsommerfugl, sortplettet blåfugl, og vandrefalken har ynglet på klinten siden 2001. Området er med 18 registrerede arter, Danmarks vigtigste lokalitet for orkideer.

## Fredninger
Hovedparten af området er omfattet af den store fredning fra 1983, Høje Møn på i alt 1270 hektar. og store dele af de statsejede områder af Klinteskoven er udlagt som urørt skov.